# The Majestic (Nueva York)
The Majestic es un edificio, cooperativa de apartamentos, ubicado en el n.º 115 de Central Park West, entre la calle 71 y 72, en Nueva York.
Este edificio de apartamentos fue construido entre 1930 y 1931 al estilo art déco, siendo el arquitecto Irwin S. Chanin. Tiene 238 apartamentos distribuidos en 29 pisos. 
Al igual que el San Remo, situado tres manzanas más al norte, tiene dos características torres frente al Central Park.
La construcción de las estructuras de acero fue planeada originalmente para un hotel de 45 plantas, aunque finalmente no fue así, debido a la Gran Depresión y a la aprobación de la Ley de Vivienda Múltiple.
Entre los vecinos que han vivido en el Majestic, se encuentran el famoso columnista Walter Winchell, o Conan O'Brien, que lo hizo hasta mediados de 2010.

## Inquilinos gánsteres
El Majestic también fue el hogar de algunos de los jefes de la familia criminal Genovese, incluyendo a Meyer Lansky, Lucky Luciano y Frank Costello. En 1957, Vincent "The Chin" Gigante disparó a Frank Costello en el vestíbulo del Majestic en un fallido intento de asesinato.
Louis "Lepke" Buchalter vivía en apartamento 17J en 1933. Buchalter fue miembro fundador del grupo de Nueva York, junto con Meyer Lansky y Lucky Luciano, y fue jefe de su brazo de seguridad.

## Imágenes

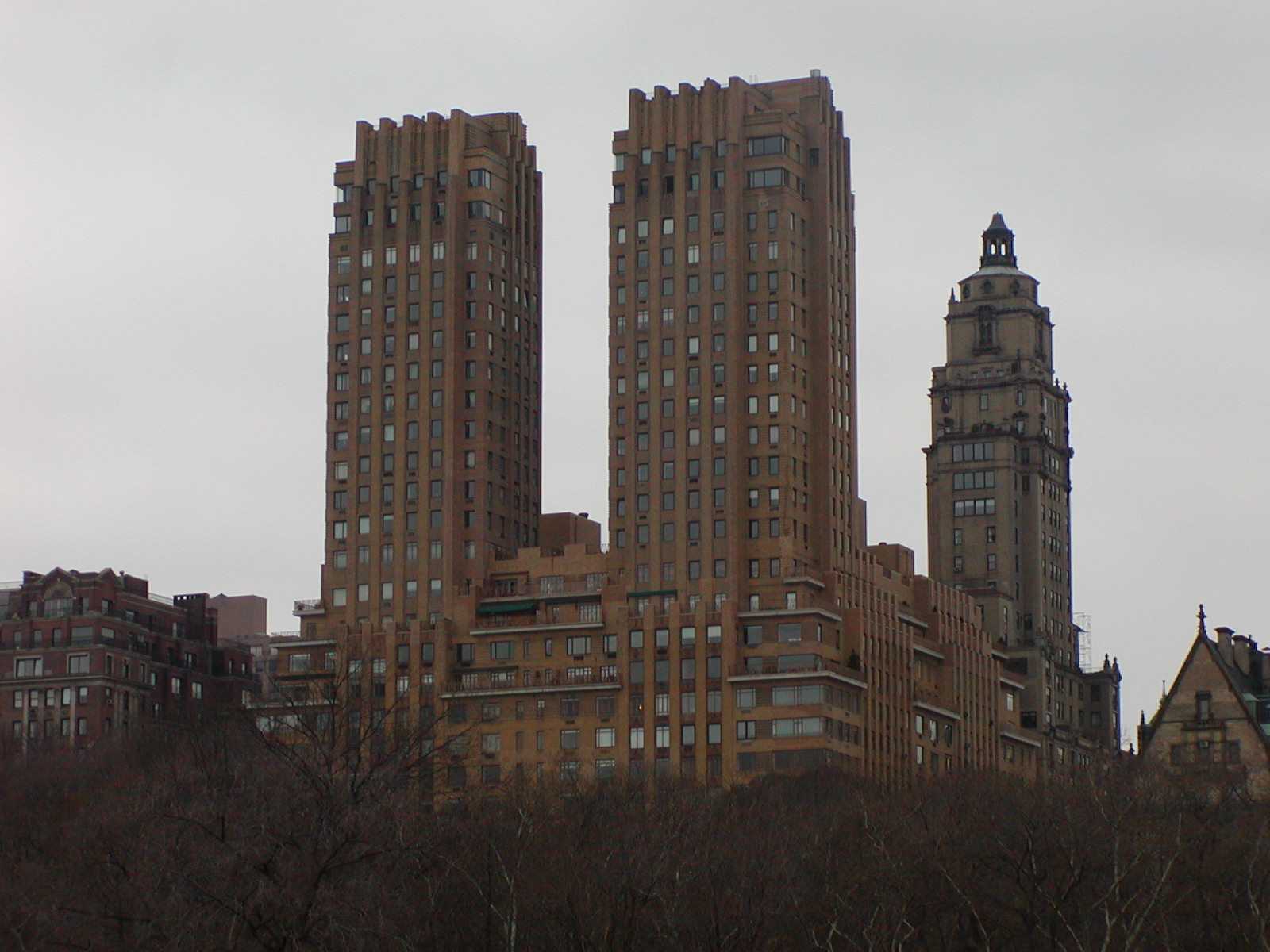
Vista del Majestic.
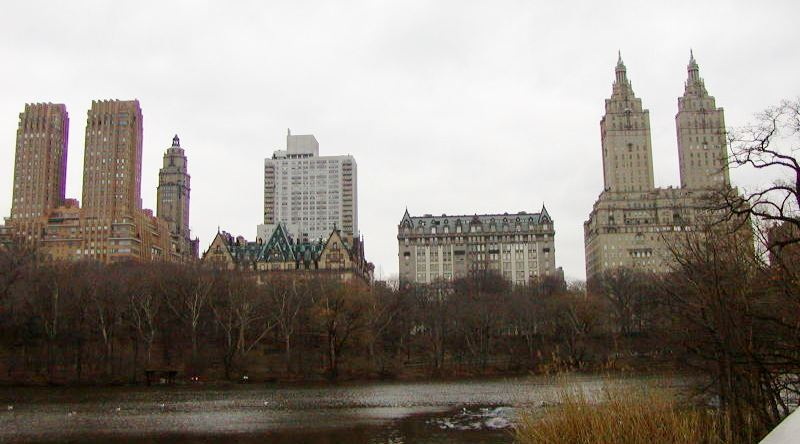
El Majestic, a la izquierda de la imagen, junto al Dakota, el Langham y el San Remo.